# Nabbteeri
nabbteeri är en finländsk installationskonstnärsduo, bestående av Janne Nabb (född 1984 i Kannus i Finland) och Maria Teeri (född 1985 i Uleåborg).
Janne Nabb och Maria Teeri utbildade sig 2004–2005 på Limingos konstskola, fram till 2009 i konst på yrkeshögskolan i Kankaanpää och därefter till 2011 på Konstuniversitetets Bildkonstakademi i Helsingfors.
Konstnärsduon nabbteeri bildades 2008.
nabbteeri är, tillsammans med Ingela Ihrman och Ane Graff, två av fyra konstnärer som representerar de nordiska länderna i den nordiska paviljongen på den 58:e Konstbiennalen i Venedig 2019. Temat för dessa konstnärer är förhållandet mellan människor och andra levande organismer i en tidsålder med klimatförändring och massutplåning av arter, under namnet Weather Report: Forecasting Future.